# Antun Werle
Antun (Anton) Werle (Apatin, 1775. – Zagreb, 1826.), hrvatski graditelj orgulja te graditelj i popravljač klavira koji je djelovao u Zagrebu.
Umijeće orguljarskog zanata izučio kod Caspara Fischera.